# Vinh Long

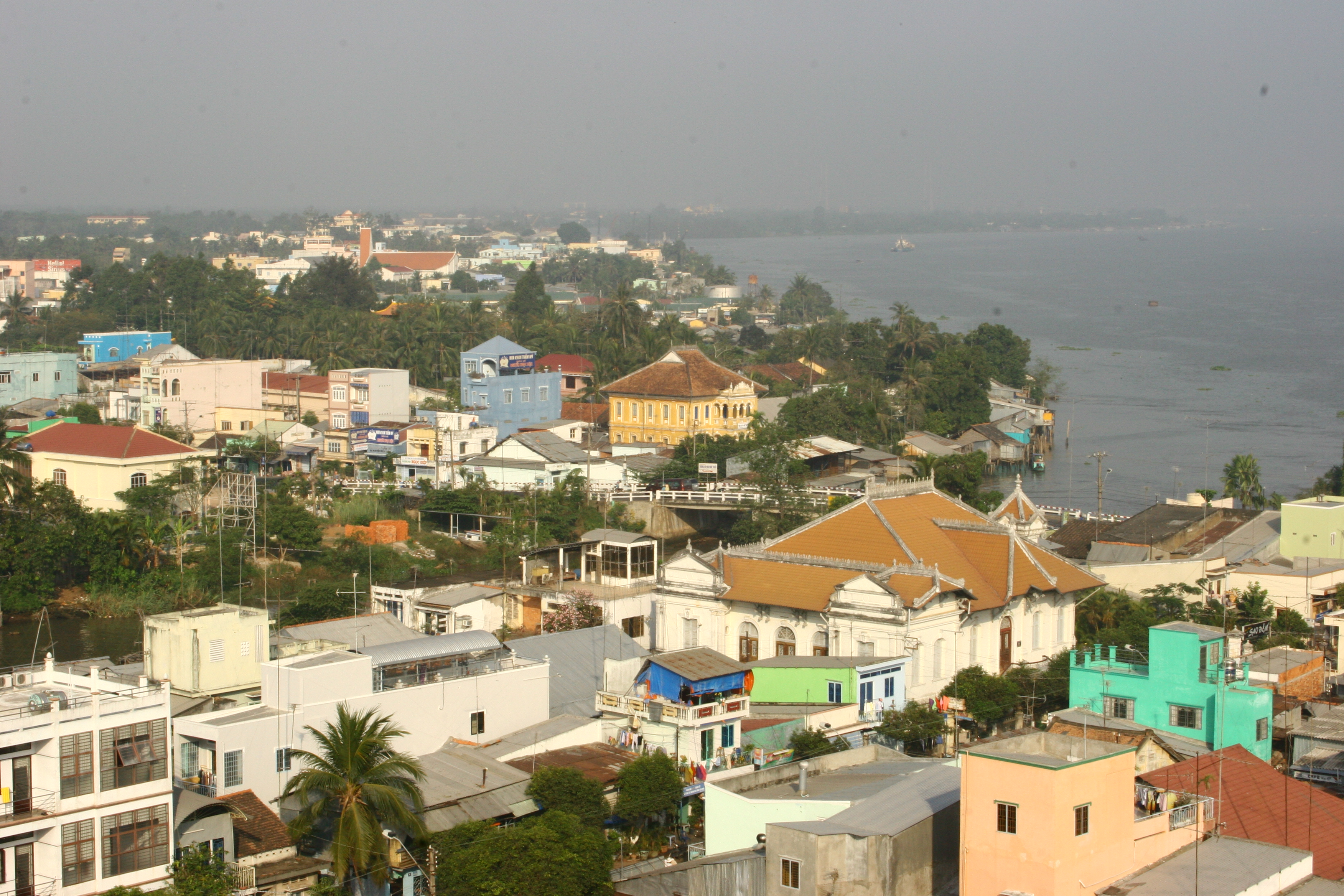
Vy över Vinh Long.

Vinh Long (på vietnamesiska Vĩnh Long) är en stad i södra Vietnam och är huvudstad för provinsen Vinh Long. Folkmängden uppgick till 136 594 invånare vid folkräkningen 2009, varav 103 067 invånare bodde i själva centralorten. Staden är belägen vid Co Chienfloden, som är en mynningsarm för Mekongflodens utflöde i Sydkinesiska havet.